# Худиев, Рза Али оглы
Рза Али оглы Худиев (азерб. Rza Əli oğlu Xudiyev, род. 5 марта 1962, город Джульфа) — советский и азербайджанский актёр, театральный деятель, Народный артист Азербайджанской Республики (2008). Директор Нахичеванского музыкального драматического театра (с 2014).

## Биография
Родился Рза Али оглы Худиев 5 марта 1962 года в городе Джульфа Нахичеванской Автономной Республики Азербайджанской ССР.
После окончания срочной военной службы в 1983 году поступил в Азербайджанский государственный институт искусств имени Алиева на факультет "Актер драмы и кино".
В 1987 году, завершив обучение в Азербайджанском государственном институте искусств имени Алиева, начал свою театральную деятельность в Нахичеванском государственном музыкально-драматическом театре. По настоящее время работает в этом театре. Сыграл около сорока ролей в спектаклях, поставленных на сцене Нахичеванского театра.
Рза Худиев отличается, прежде всего, высокой сценической культурой, внутренним богатством, оригинальностью выразительных средств и эстетической узнаваемостью. Исполняемые им роли, независимо от характера, вызывают у зрителей положительные эмоции, выделяются яркими человеческими линиями, живостью и жизненностью, силой реалистического воздействия. Талант актера многогранен, он богат внутренними эмоциями, а потому созданные им сценические образы разнообразны, контрастны, героичны, типичны. Исполняя исторических личностей, героев, он в гармоничном единстве с общественно-социальной принадлежностью этих образов передает их духовно-психологические особенности. При таком подходе актёр способен представить целостный и характерный сценический образ. Независимо от темы произведения, жанра спектакля, характера образа, Рза способен внутренне сохранить свою щедрость в своих поступках, чуткость в сценическом поведении. Палитра экспрессии актёра имеет особые оттенки юмора и лиризма. Эти оттенки привлекают внимание не только тем, что они подобраны друг к другу, но и тем, что они олицетворяют искренность, природную реальность, увлекательность, эмоциональную привлекательность, чуткость к определенному человеческому признаку.
Рза Худиев имеет опыт съёмок в художественных и телевизионных фильмах. На экране актёр способен с достоинством сохранить искренность, показать актёрское мастерство и превратить язык героев в искусство. Снялся в фильме “Я любил вас так же, как миры”, посвященном генералу Ази Асланову, в роли младшего брата героя, а также в кинолентах “Сурекья” (Сейфеддин), “Шехид Гыз” (Орхан).
Рза Худиев с мая 2014 года работает в должности директора Нахичеванского государственного музыкально-драматического театра им .Мамедгулузаде.

## Награды и премии
- Народный артист Азербайджанской Республики — 2008,
- Заслуженный артист Азербайджанской Республики — 2006[2],
- Заслуженный артист Нахичеванской Автономной Республики — 2000.
- Премия Союза театральных деятелей Азербайджана "Золотой дервиш" (2007) за роль Фархада в спектакле по пятисерийной драме "Фархад и Ширин".

## Фильмография
- Брат Асланова в фильме "Я любил вас больше жизни",
- Сейфетдин в фильме "Сурейя",
- Орхан в фильме "Шехид Гыз".